# Oswald Wiener
Oswald Wiener (ur. 5 października 1935 w Wiedniu, zm. 18 listopada 2021) – austriacki pisarz, teoretyk językoznawstwa i cybernetyki, wizjoner cyberprzestrzeni w erze postmodernizmu.

## Dzieła i publikacje
- Die Verbesserung von Mitteleuropa, 1969 i 1985
- »appendix a«, w: manuskripte 25, 1969.
- »Subjekt, Semantik, Abbildungsbeziehungen, ein Pro-Memoria«, w: manuskripte 29/30, 1970.
- »Ungefähre Anlage von Günter Brus als Vogel.«, w: Schastrommel 4, 1970.
- Inhaltsanalyse. Essays über die Interpretation von Texten mit Hilfe quantitativer Semantiken, 1972.
- McCarthy, John & Claude E. Shannon [wyd.]. Automata Studies, 1974.
- »Über das Ziel der Erkenntnistheorie, Maschinen zu bauen die lügen können, d.h. eigentlich nur über einige Schwierigkeiten auf dem Weg dorthin«, w: manuskripte 86, 1982.
- »Turings Test. Vom dialektischen zum binären Denken«, w: Kursbuch 75, 1984.
- Poetik im Zeitalter wissenschaftlicher Erkenntnistheorien, Schriften, 1987
- jako Evo Präkogler: Nicht schon wieder...!, 1990.
- Poetik im Zeitalter naturwissenschaftlicher Erkenntnistheorien, 1990.
- Probleme der Künstlichen Intelligenz, 1990.
- »Information und Selbstbeobachtung«, »Form und Inhalt in Organismen aus Turing-Maschinen« jak i dalsze artykuły, w: Schriften zur Erkenntnistheorie, Wien/New York: Springer, 1996.
- Eine elementare Einführung in die Theorie der Turingmaschinen, 1998.
- Literarische Aufsätze, 1998.

## Opracowania
- Bemerkungen zu einigen Tendenzen der "Wiener Gruppe". In: Die Wiener Gruppe. Wolfgang Fetz und Gerald Matt [wyd.]. Wien Kunsthalle Wien, 1998.
- Über die 'Prototypen/ About the 'Prototypes. W: Pichler, Walter. Prototypen 1966–1969. Wien/Salzburg:Generali Foundation/Residenz, 1998
- Wittgensteins Einfluß auf die Wiener Gruppe. W: Wittgenstein und die Philosophie. Wendelin Schmidt-Dengler [wyd.]. Österreichische Staatsdruckerei [Edition S]: Wien, 1990.